# Hai vạn dặm dưới biển
Hai vạn dặm dưới biển: Du hành vào thế giới dưới nước (tiếng Pháp: Vingt mille lieues sous les mers: Tour du monde sous-marin) là một cuốn tiểu thuyết cổ điển về khoa học viễn tưởng của nhà văn Pháp Jules Verne xuất bản năm 1870.
Cuốn tiểu thuyết được xuất bản lần đầu tiên từ tháng 3 năm 1869 đến tháng 6 năm 1870 trong tạp chí định kỳ Magasin d'Éducation et de Récréation của Pierre-Jules Hetzel. Phiên bản có tranh minh họa, xuất bản bởi Hetzel vào tháng 11 năm 1871, gồm 111 tranh minh họa của họa sĩ Alphonse de Neuville và Édouard Riou. Cuốn sách được đánh giá cao trong thời gian phát hành và vẫn còn cho đến ngày nay; cuốn sách được xem như một trong những tiểu thuyết mạo hiểm xuất sắc đồng thời là một trong những tác phẩm vĩ đại nhất của Verne, bên cạnh những tác phẩm khác như Vòng quanh thế giới trong 80 ngày và Du hành vào trung tâm Trái Đất. Mô tả tàu ''Nautilus'' của nhân vật thuyền trưởng Nemo đã được coi là đi trước thời đại, vì nó mô tả chính xác các đặc điểm trên tàu ngầm hiện đại, trong khi thời kỳ cuốn sách được viết ra mới chỉ có những chiếc tàu ngầm rất sơ khai.

## Nhân vật
- Pierre Aronnax: một giáo sư được nhà nước cử đi tìm hiểu về một con quái vật bí ẩn
- Conseil: một người giúp việc của giáo sư người đồng hành cùng Aronnax.
- Ned Land: một thợ săn cá voi người Canada người đồng hành cùng Aronnax.
- Nemo: thuyền trưởng của con thuyền Nautilus, thứ bị mọi người hiểu nhầm là một con quái vật bí ẩn.

## Tiêu đề
Tiêu đề đề cập đến khoảng cách đi trong khi dưới biển và không đến độ sâu, như 20.000 dặm là trên đường kính sáu lần, và gần gấp đôi chu vi của Trái Đất. Độ sâu lớn nhất được đề cập trong cuốn sách là 4050 league(16.200 km). Cuốn sách sử dụng đơn vị số liệu league, trong đó một league dài 4 kilômét. Một bản dịch theo nghĩa đen của tựa đề tiếng Pháp dùng "biển" ở số nhiều, do đó ngụ ý các nhân vật của cuốn tiểu thuyết đi qua "bảy biển"; tuy nhiên, bản dịch tiếng Anh đầu tiên của cuốn sách sử dụng từ "sea", có nghĩa là đại dương nói chung.

## Cốt truyện
Trong năm 1866, tàu của một số quốc gia phát hiện ra một con quái vật biển bí ẩn, mà một số cho thấy là một con cá voi khổng lồ. Chính phủ Hoa Kỳ khởi động một cuộc thám hiểm trên biển để tìm và tiêu diệt con quái vật. Giáo sư Pierre Aronnax, nhà sinh học biển và người kể chuyện của người Pháp, người đang ở New York vào thời điểm đó, nhận được lời mời đến phút cuối cùng tham gia cuộc thám hiểm mà ông chấp nhận. Thợ săn cá voi của Canada - Ned Land và hộ tống trung thành của Aronnax - Conseil cũng được đưa lên tàu.
Chuyến thám hiểm khởi hành từ Brooklyn trên tàu hải quân của Hải quân Hoa Kỳ Abraham Lincoln và đi về phía nam quanh Cape Horn đến Thái Bình Dương. Con tàu tìm thấy con quái vật sau một cuộc tìm kiếm dài và sau đó tấn công con quái vật, Ned phóng lao nhọn trúng con cá. Con quái vật quay lại, tấn công tàu Lincoln làm hỏng bánh lái. Aronnax bị rơi xuống biển, Conseil tự nguyện nhảy xuống với chủ của mình. Hai người lênh đênh trên biển, qua tới hôm sau thì gặp Ned đang ở trên lưng con cá. Cả ba người phát hiện ra rằng "con cá quái vật" là một tàu ngầm rất xa thời đại của nó. Họ nhanh chóng bị bắt và mang vào bên trong tàu, nơi họ gặp người sáng tạo bí ẩn và chỉ huy, thuyền trưởng Nemo.
Phần còn lại của câu chuyện đi theo những cuộc phiêu lưu của những nhân vật chính trên chiếc tàu đó - chiếc tàu ngầm, chiếc Nautilus - được xây dựng bí mật và giờ đây đi lang thang khắp vùng biển không có bất kỳ chính phủ nào. Động lực của thuyền trưởng Nemo ngụ ý là sự khát khao về tri thức khoa học và là mong muốn sự tự do cho nhân dân Ấn Độ. Nemo giải thích rằng tàu ngầm của ông được cung cấp điện và có thể thực hiện nghiên cứu sinh học biển tiên tiến; ông cũng nói với hành khách mới của mình rằng mặc dù ông đánh giá cao cuộc trò chuyện với một chuyên gia như Aronnax, duy trì sự bí mật của sự tồn tại của ông không bao giờ để chúng để lại. Aronnax và Conseil bị mê hoặc bởi những cuộc phiêu lưu dưới nước, nhưng Ned Land chỉ có thể nghĩ đến trốn thoát.
Họ đến thăm nhiều nơi dưới đại dương, một số thế giới thực và những thứ khác hư cấu. Các du khách đã chứng kiến những san hô thực sự của Biển Đỏ, những vụ chạm trán của trận Vigo Bay, các kệ băng ở Nam Cực, cáp điện báo Transatlantic và vùng đất ngập nước huyền thoại của Atlantis( Át-lan-tích). Du khách cũng sử dụng bộ đồ lặn để săn cá mập và sinh vật biển khác bằng súng không khí và có tang lễ dưới nước cho một thành viên thủy thủ đoàn đã chết khi một tai nạn xảy ra trong điều kiện bí ẩn bên trong Nautilus. Khi Nautilus quay trở lại Đại Tây Dương, một đàn "poulpes" (thường được dịch là mực khổng lồ, mặc dù trong tiếng Pháp "poulpe" có nghĩa là " bạch tuộc ") tấn công tàu và giết chết một thành viên thủy thủ đoàn.
Trong suốt câu chuyện, Thuyền trưởng Nemo được cho là đã bị lưu đày khỏi thế giới sau một cuộc chạm trán với các lực lượng chiếm đóng đất nước ông có những ảnh hưởng tàn phá đối với gia đình ông. Không lâu sau vụ tai nạn, Nemo đột nhiên thay đổi thái độ của mình đối với Aronnax, tránh ông ta. Aronnax không còn cảm thấy như vậy nữa và bắt đầu thông cảm với Ned Land. Gần cuối cuốn sách, Nautilus bị tấn công bởi một tàu chiến của một số quốc gia đã làm Nemo bị ảnh hưởng. Nemo hận thù và trả thù, Nemo bỏ qua những lời cầu khẩn của Aronnax cho lòng thương xót. biệt danh "Nemo" với Aronnax - đã phá hủy con tàu, phá hủy nó ngay dưới mặt nước, và do đó chìm nó xuống tận đáy biển, khiến cho Aronnax kinh hoàng khi nhìn chiếc tàu chìm vào vực thẳm. Nemo cúi đầu trước hình ảnh của vợ và con của mình và rơi vào tình trạng trầm cảm sâu sắc sau cuộc gặp gỡ này. Trong vài ngày sau đó, tình hình của các nhân vật chính sẽ thay đổi. Không ai dường như ở trên tàu nữa và Nautilus di chuyển ngẫu nhiên. Ned Land thậm chí còn chán nản hơn, Conseil lo sợ cho cuộc đời của Ned, và Aronnax, kinh hoàng trước những gì Nemo đã làm cho con tàu, cũng không thể chịu đựng được tình huống này. Một buổi tối, Ned Land thông báo một cơ hội để trốn thoát. Mặc dù Aronnax muốn rời khỏi Nautilus và trốn xa Nemo, người mà giờ đây anh đang kinh hoàng, anh vẫn muốn gặp Nemo lần cuối. Nhưng anh ta biết rằng Nemo sẽ không bao giờ để anh ta trốn thoát, vì vậy anh ta phải tránh gặp Nemo. Tuy nhiên, trước khi trốn thoát, anh ta đã nhìn thấy Nemo lần cuối cùng (mặc dù bí mật), và nghe thuyền trưởng ấy nói "Ôi, thế là đủ rồi, đủ rồi!". Aronnax ngay lập tức đi đến gặp bạn bè của mình và họ đã sẵn sàng để trốn thoát. Nhưng trong khi họ nới lỏng chiếc thuyền, họ phát hiện ra rằng Nautilus đã lạc vào xoáy nước "Maelstrom". Họ tìm cách giữ chiếc xuồng ở lại với tàu Nautilus nhưng không thành và lọt vào xoáy nước. Sau đó họ được cứu bởi những người ngư dân trên một hòn đảo gần bờ biển Na Uy, nhưng số phận của Nautilus và thuyền trưởng Nemo vẫn còn là bí ẩn.

## Chủ đề chính và nội dung phụ
Tên của thuyền trưởng Nemo là một sự ám chỉ đến Odyssey của Homer, một bài thơ sử thi tiếng Hy Lạp.[ cần dẫn nguồn ] Trong The Odyssey, Odysseus gặp Polyphemus khổng lồ trong quá trình đi lang thang của mình. Polyphemus hỏi tên của Odysseus, và Odysseus trả lời rằng tên của ông là "Utis" (ουτις), có nghĩa là "Không có người" hay "Không có thân xác". Trong bản dịch tiếng Latinh của Odyssey, bút danh này được diễn tả là " Nemo ", mà trong tiếng Latinh cũng được dịch là "Không ai" hoặc "Không có cơ thể". Tương tự như Nemo, Odysseus phải đi dạo trên biển (mặc dù chỉ trong 10 năm) và bị tra tấn bởi cái chết của thủy thủ của con tàu.
Jules Verne nhiều lần đề cập đến Tư lệnh Matthew Fontaine Maury, "thuyền trưởng Maury" trong cuốn sách của Verne, một nhà hải dương học thực sự đã khám phá gió, biển, dòng chảy, và các mẫu thu thập ở đáy biển và xếp hạng tất cả các đại dương. Verne đã biết đến danh tiếng quốc tế của Matthew Maury và có lẽ là tổ tiên của người Maury.
Tài liệu tham khảo dành cho những người Pháp khác như Jean-François de Galaup, nhà văn de Lapérouse, một nhà thám hiểm nổi tiếng, người đã mất trong khi đang đi vòng quanh thế giới; Dumont D'Urville, nhà thám hiểm tìm thấy những mảnh vỡ của tàu của Lapérouse; và Ferdinand Lesseps, người xây dựng kênh đào Suez và cháu trai của người sống sót duy nhất của cuộc thám hiểm Lapérouse. Nautilus dường như theo bước chân của những người đàn ông này: cô đến thăm vùng nước nơi Lapérouse bị mất; cô ta đi đến vùng biển Nam Cực và bị mắc kẹt ở đó, giống như tàu của D'Urville, tàu vũ trụ Astrolabe; và cô đi qua một đường hầm dưới nước từ biển Đỏ đến Địa Trung Hải.
Phần nổi tiếng nhất của cuốn tiểu thuyết, cuộc chiến chống lại một trường học của mực ống khổng lồ, bắt đầu khi một thủy thủ mở nắp của thuyền và bị bắt bởi một trong những con quái vật. Khi xúc tu đã chộp lấy anh ta kéo anh ra, anh ta hét lên "cứu!" trong tiếng Pháp. Vào đầu chương tiếp theo, liên quan đến trận đánh, Aronnax tuyên bố, "Để truyền đạt những điểm tham quan như vậy, người ta sẽ lấy cây bút của nhà thơ nổi tiếng nhất của chúng tôi, Victor Hugo, tác giả của The Toilers of the Sea ". Các Toilers của biển cũng chứa một tập phim mà một công nhân đánh nhau với một con bạch tuộc khổng lồ, trong đó bạch tuộc tượng trưng cho Cách mạng công nghiệp. Có thể Verne đã mượn biểu tượng, nhưng sử dụng nó để ám chỉ đến Cuộc Cách mạng năm 1848, trong đó người đầu tiên đứng chống lại "con quái vật" và người đầu tiên bị đánh bại là một người Pháp.[ cần dẫn nguồn ]
Trong một số phần của cuốn sách, thuyền trưởng Nemo được miêu tả là một nhà vô địch của những người thế lực yếu thế giới và bị xuống dốc. Trong một đoạn văn, Thuyền trưởng Nemo được đề cập như là cung cấp một số trợ giúp cho người Hy Lạp nổi dậy chống lại chế độ Ottoman trong cuộc Cretan Revolt năm 1866-1869, chứng minh cho Arronax rằng ông đã không hoàn toàn cắt đứt tất cả các mối quan hệ với loài người bên ngoài Nautilus sau khi tất cả. Trong một đoạn văn khác, Nemo lấy làm tiếc cho một thợ lặn ngọc trai Ấn Độ nghèo người phải lặn của mình mà không có bộ lặn tinh vi có sẵn cho phi hành đoàn của tàu ngầm, và những người là doomed chết trẻ vì ảnh hưởng tích lũy của lặn trên phổi của mình. Nemo tiếp cận anh dưới nước và cho anh ta một chiếc túi đầy ngọc trai, nhiều hơn anh ta có thể có được trong nhiều năm công việc nguy hiểm của mình. Nemo nhận xét rằng thợ lặn với tư cách là cư dân của thuộc địa của Anh, "là một cư dân của một quốc gia bị áp bức".
Verne đã lấy tên là "Nautilus" từ một trong những chiếc tàu ngầm thành công sớm nhất, được xây dựng vào năm 1800 bởi Robert Fulton, người sau này đã phát minh ra chiếc tàu hơi nước thành công thương mại đầu tiên. Tàu ngầm của Fulton được đặt tên theo tên nautilus giấy bởi vì nó có một buồm. Ba năm trước khi viết tiểu thuyết của mình, Jules Verne cũng đã nghiên cứu mô hình tàu ngầm Hải quân Pháp Plongeur mới được phát triển tại Triển lãm năm 1867, điều này đã gợi hứng cho ông về định nghĩa Nautilus.
Bộ máy thở do thợ lặn Nautilus sử dụng được mô tả dưới dạng một thiết bị thở không dưới nước được thiết kế bởi Benoit Rouquayrol và Auguste Denayrouze năm 1865. Họ thiết kế một bộ lặn với một ba lô không khí hình cầu không khí cung cấp không khí thông qua các điều đầu tiên được yêu cầu điều. Người thợ lặn vẫn đi trên đáy biển và không bơi. Bộ này được gọi là aérophore (tiếng Hy Lạp với "air-carrier"). Bồn áp suất không khí được làm bằng công nghệ của thời đại chỉ có thể giữ được 30 bầu khí quyển, và thợ lặn phải được cung cấp bề mặt; thùng đã được cứu trợ. Khoảng thời gian từ 6 đến 8 giờ trên một thùng chứa mà không có nguồn cung cấp bên ngoài ghi nhận cho bộ Rouquayrol trong cuốn sách là phóng đại rất nhiều.
Không kém phần quan trọng, mặc dù hiếm khi được bình luận, là tầm nhìn chính trị táo bạo, vốn là cách mạng cho thời đại của nó, được đại diện bởi nhân vật của thuyền trưởng Nemo. Như được tiết lộ trong cuốn sách The Mysterious Island của Verne, Captain Nemo là hậu duệ của Tipu Sultan, một nhà cai trị Hồi giáo của Mysore, người chống lại sự bành trướng của Công ty Đông Ấn của Anh. Nemo đã tham gia vào cuộc sống dưới nước sau khi đàn áp cuộc nổi loạn Ấn Độ năm 1857, trong đó những người thân của ông bị giết chết bởi người Anh. Sự thay đổi này được thực hiện theo yêu cầu của nhà xuất bản Pierre-Jules Hetzel của Verne, người được biết là chịu trách nhiệm về nhiều thay đổi nghiêm trọng trong sách của Verne. Trong bản gốc, thuyền trưởng huyền bí là một nhà quý tộc người Ba Lan, đã trả thù gia đình ông đã bị giết bởi người Nga để trả đũa cho đội trưởng tham dự cuộc nổi dậy tháng 1 năm 1863 của Ba Lan. Theo Pháp vào thời đó liên minh với đế quốc Nga, mục tiêu vì cơn thịnh nộ của Nemo đã được đổi thành kẻ thù cũ của Pháp, đế chế Anh, để tránh những rắc rối về chính trị. Giáo sư Pierre Aronnax không nghi ngờ nguồn gốc của Nemo, như những điều này đã được giải thích chỉ sau đó, trong cuốn sách tiếp theo của Verne. Những gì còn lại trong cuốn sách từ khái niệm ban đầu là bức chân dung của Tadeusz Kościuszko, một anh hùng dân tộc Ba Lan, người đứng đầu cuộc nổi dậy chống lại nước Nga năm 1794, với một dòng chữ bằng tiếng Latinh: "Finis Poloniae!" ("Sự kết thúc của Ba Lan !").
Margaret Drabble lập luận rằng Hai vạn dặm dưới biển dự đoán phong trào sinh thái học và hình thành phong cách tiên phong của Pháp.

## Sự đón nhận
Theodore L. Thomas năm 1961 nói rằng "không có một chút suy nghĩ hợp lý" trong cuốn tiểu thuyết và "không có dự đoán nào của nó đã trở thành sự thật". Ông đã miêu tả những miêu tả của những thiết bị lặn, những cảnh quay, và Nautilus là "khá xấu, đằng sau những khoảng thời gian cho đến năm 1869... Không ai trong số những tình huống kỹ thuật này đã làm Verne tận dụng kiến thức sẵn sàng cho ông vào lúc đó". Tuy nhiên, Thomas cho biết mặc dù khoa học, âm mưu và đặc điểm khoa học kém, "Hãy đặt tất cả chúng vào với sự kỳ diệu của khả năng kể chuyện của Verne, và một cái gì đó ngọn lửa bùng phát.

## Các chủ đề lặp lại trong các cuốn sách sau này
Jules Verne đã viết một phần tiếp theo của cuốn sách này: L'Île mystérieuse (Hòn đảo bí mật hay "Bí mật đảo Lincoln", 1874), nội dung của tác phẩm này là câu chuyện kế tiếp hai tác phẩm Hai ngàn dặm dưới biển và Những đứa con của thuyền trưởng Grant. Trong khi Hòn đảo bí mật dường như cung cấp nhiều thông tin hơn về Nemo (hoặc Thái tử Dakkar), nó bị lộn xộn bởi sự có mặt của một số mâu thuẫn không tương thích không thể giải quyết được giữa hai cuốn sách và thậm chí cả trong cuốn Hòn đảo bí mật.
Verne trở lại chủ đề của một đội trưởng hải tặc ngoài vòng pháp luật trong rất nhiều của mình Đối mặt với Cờ. Ker Karraje là một nhân vật phản diện chính yếu của cuốn sách, là một tên cướp biển hoàn toàn vô đạo đức hành động đơn thuần và đơn giản để đạt được, hoàn toàn không có tất cả những ơn cứu rỗi đã cho Nemo - vì tất cả những gì anh ta cũng có thể giết chết tàn nhẫn - một số nhân vật cao quý.
Giống như Nemo, Ker Karraje đóng vai trò "chủ nhà" để không muốn các khách mời Pháp - nhưng khác với Nemo, người đã lẩn trốn tất cả những kẻ theo đuổi, sự nghiệp của Karraje đã bị kết thúc một cách dứt khoát bởi sự kết hợp của một lực lượng đặc nhiệm quốc tế và cuộc nổi dậy của những người Pháp bị bắt. Mặc dù cũng được xuất bản rộng rãi và dịch, nó không bao giờ đạt được sự phổ biến lâu dài của Hai vạn dặm dưới biển.
Khác với bản gốc Nemo, mặc dù với một nhân vật ít được làm tốt hơn, là Robur trong Robur the Conqueror - một kẻ nổi loạn đen tối và dã man bằng cách sử dụng máy bay thay vì tàu ngầm - sau đó sử dụng làm cơ sở cho bộ phim Master of the World.

## Bản dịch tiếng Anh
Cuốn tiểu thuyết lần đầu tiên được Reverend Lewis Page Mercier dịch sang tiếng Anh năm 1873. Mercier đã cắt giảm gần một phần tư văn bản nguyên bản của Verne và đã thực hiện hàng trăm lỗi dịch thuật, đôi khi thay đổi đáng kể ý nghĩa của ý định ban đầu của Verne (bao gồm cả việc thống nhất thông điệp scaphandre tiếng Pháp - đúng như "dụng cụ lặn" - như "vỏ chai" có nghĩa là "một loại lifejacket "). Một số trong số những sai lầm này đã được thực hiện vì những lý do chính trị, như nhận dạng của Nemo và quốc tịch của hai chiếc tàu chiến mà anh ta chìm, hoặc những bức chân dung của những chiếc máy bay chiến đấu tự do trên tường cabin của anh ta, ban đầu bao gồm Daniel O'Connell. Tuy nhiên, nó đã trở thành bản dịch tiếng Anh chuẩn cho hơn một trăm năm, trong khi các bản dịch khác vẫn tiếp tục rút ra từ nó và những sai lầm của nó (đặc biệt là mistranslation của tiêu đề, danh hiệu tiếng Pháp thực sự có nghĩa là Hai mươi Miền Trôi Under the Seas).
Trong báo Argyle Press / Hurst và Company 1892 Arlington Edition, lỗi dịch và chỉnh sửa do Mercier đang thiếu. Scaphandre được dịch chính xác là "bộ máy lặn" và không phải là "áo khoác bằng nơ". Mặc dù bìa sách có tiêu đề là Hai mươi nghìn Làng Dưới biển, trang tiêu đề có tên cuốn Sách Hai mươi Mươi Lệ Dưới Mê; Hoặc, Những cuộc phiêu lưu kỳ diệu và thú vị của Pierre Arronax, Người phục vụ của ông Conseil, và Ned Land một người lính thủy đánh bộ Canada.
Một bản dịch hiện đại được sản xuất vào năm 1966 bởi Walter James Miller và xuất bản bởi Washington Square Press. Nhiều thay đổi của Mercier đã được giải quyết trong lời nói đầu của người phiên dịch, và phần lớn văn bản của Verne đã được phục hồi.
Trong những năm 1960, Anthony Bonner xuất bản bản dịch của cuốn tiểu thuyết cho Bantam Classics. Một lời giới thiệu đặc biệt của Ray Bradbury, so sánh Captain Nemo và Captain Ahab của Moby-Dick cũng đã được đưa vào.
Nhiều lỗi của Mercier đã được sửa lại trong một lần kiểm tra lại các nguồn gốc và một bản dịch hoàn toàn mới của Walter James Miller và Frederick Paul Walter, xuất bản năm 1993 bởi Nhà xuất bản Báo chí Hải quân trong một " phiên bản". Nó được dựa trên bản dịch tên miền công cộng của Walter năm 1991, có sẵn từ một số nguồn, đáng chú ý là một ấn bản gần đây với danh hiệu Twenty Thousand Lagues in the Seas (ISBN 978-1-904808-28-2). Trong năm 2010, Walter phát hành bản dịch hoàn chỉnh, mới nghiên cứu với tiêu đề 20.000 Ligers Under the Seas - một phần của một tập gồm năm bản dịch Verne với tựa bài Amazing Journeys: Five Visionary Classics và được xuất bản bởi Nhà xuất bản University of New York.
Năm 1998, William Butcher đã đưa ra một bản dịch mới, được chú thích từ bản gốc tiếng Pháp, xuất bản bởi Oxford University Press, ISBN 0-19-953927-8, với tiêu đề Hai mươi ngàn Làng dưới Biển. Ông bao gồm các ghi chú chi tiết, một thư mục rộng, các phụ lục và một bài giới thiệu rộng rãi nghiên cứu cuốn tiểu thuyết từ góc độ văn học. Đặc biệt, nghiên cứu ban đầu của ông về hai bản thảo nghiên cứu các thay đổi cơ bản của âm mưu và nhân vật Nemo buộc Verne của nhà xuất bản đầu tiên Jules Hetzel.
Một hoặc nhiều bản dịch tiếng Anh gần đây [ mà? ] sử dụng từ " frogman " một cách thống nhất và sai trái để có nghĩa là một thợ lặn trong bộ váy lặn tiêu chuẩn hoặc tương tự, để dịch scaphandrier tiếng Pháp.

## Chuyển thể kịch bản
Nguồn gốc quốc gia của Captain Nemo đã được thay đổi trong hầu hết các bộ phim; trong gần như tất cả các tác phẩm dựa trên bức tranh sau cuốn sách Nemo đã được đưa vào một châu Âu. Tuy nhiên, ông đã được Omar Sharif đại diện là một người Ấn Độ trong những bộ phim châu Âu năm 1973 The Mysterious Island. Nemo cũng được miêu tả là Ấn Độ trong một phiên bản phim câm của câu chuyện được phát hành năm 1916 và sau đó trong cả cuốn tiểu thuyết đồ họa và bộ phim The League of Extraordinary Gentlemen. Trong 20.000 giải vô địch của Walt Disney Dưới biển (1954), một phiên bản phim hoạt hình sống động của cuốn tiểu thuyết, thuyền trưởng Nemo là một người châu Âu, cay đắng vì vợ và con trai của ông bị tra tấn đến chết bởi những người cầm quyền trong trại giam hư cấu của Rura Penthe, trong một nỗ lực để có được Nemo để lộ bí mật khoa học của mình. Đây là động lực của Nemo để chìm các tàu chiến trong bộ phim. Ngoài ra, tàu ngầm của Nemo được giới hạn trong một phần tròn định hình của Thái Bình Dương, không giống với Nautilus ban đầu. Anh được chơi trong phiên bản này bởi nam diễn viên người Anh James Mason, với giọng Anh. Không có đề cập đến được làm của bất kỳ người da đỏ trong bộ phim.
Cuối cùng, Nemo được miêu tả là người Ấn Độ trong bộ phim truyền hình "Captain Nemo" của Liên Xô (1975, xem ru: Капитан Немо (фильм)), cũng bao gồm một số chi tiết cốt truyện từ "Mysterious Island", phần tiếp theo của Jules Verne cuốn tiểu thuyết.